# 翠峰岩
翠峰岩，位于中国广东省汕头市潮南区仙城镇深溪乡，现为潮南区文物保护单位，类型为古建筑，公布时间为1985年11月22日。
翠峰岩的历史年代为元代。